# Tandzatap
Tandzatap (in armeno Տանձատափ) è un comune di 100 abitanti (2010) della Provincia di Syunik in Armenia.